# Marisa Wunderlin
Marisa Wunderlin (* 16. August 1987) ist eine Schweizer Fussballtrainerin und ehemalige Fussballspielerin.

## Werdegang
Wunderlin wuchs in St. Gallen auf. Sie spielte sieben Jahre lang in der Schweizer Nationalliga A Fussball, darunter von 2003 bis 2007 beim FC Staad. Im Alter von 23 Jahren beendete sie ihre Karriere als aktive Fussballerin.
Danach war Wunderlin unter anderem Co-Trainerin bei den FC Zürich Frauen (2014–2016) und Cheftrainerin des Frauenteams der BSC Young Boys (2016–2019). Sie war auch als wissenschaftliche Mitarbeiterin in der Gruppe "Sportphysiologie Spielsport" beim Bundesamt für Sport/Eidgenössische Hochschule für Sport tätig und hat da hauptsächlich in der Leistungsdiagnostik und Lehre gearbeitet. In der Saison 2020/2021 war sie Athletiktrainerin beim SC Kriens. Vom 1. Januar 2019 bis Ende 2022 war sie während 4 Jahren Assistenztrainerin von Nils Nielsen bei der Schweizer Fussballnationalmannschaft der Frauen. Von 2021 bis 2025 war sie Cheftrainerin der FC St. Gallen Frauen.